# Kuthanallur
Kuthanallur es una ciudad y municipio situada en el distrito de Tiruvarur en el estado de Tamil Nadu (India). Su población es de 25423 habitantes (2011). Se encuentra a 20 km de Tiruvarur y a 350 km de Chennai.

## Demografía
Según el censo de 2011 la población de Kuthanallur era de 25423 habitantes, de los cuales 12162 eran hombres y 13261 eran mujeres. Kuthanallur tiene una tasa media de alfabetización del 88,22%, superior a la media estatal del 80,09%: la alfabetización masculina es del 93%, y la alfabetización femenina del 83,92%.